# Diphyus koebelei
Diphyus koebelei là một loài tò vò trong họ Ichneumonidae.